# George Smalley
George Washburn Smalley (1833-1916) était un journaliste américain, considéré comme l'un des premiers correspondants de guerre, au XIXe siècle.

## Biographie
George Smalley est né à Franklin, dans le Massachusetts en 1833. Diplômé en droit de l'Université de Yale en 1855, il débute comme avocat et épouse en 1862 la fille de l'abolitionniste Wendell Phillips, qui deviendra l'amie de la fille d'Horace Greeley.
Journaliste au New York Tribune à partir de 1861, au début de la Guerre de Sécession, Smalley se fait connaitre pour son excellente couverture de la Bataille d'Antietam, le 17 septembre 1862, lorsqu'il s'immisce sur le champ de bataille, déguisé avec un uniforme militaire, effectue un reportage interdit et télégraphie à son journal une dépêche qui est fait transmise au président Abraham Lincoln. Dans le train qui le ramène à New York, après une première partie du voyage en ferry, même si le général américain qui l'a espionné fait son éloge. Pour revenir au New York Tribune, il rédige son reportage, décrivant les combats dans le détail et qui contribue le lendemain à un gain de près de 60000 lecteurs pour son journal.
Ensuite correspondant du journal américain à Londres, lors de la Guerre austro-prussienne, il envoie au début du août 1866 par le câble transatlantique un télégramme de cent mots pour un coût de 500 dollars sur les mouvements de troupes prussiennes contre l'Autriche, après la Bataille de Sadowa.
Lorsque démarre la Guerre de 1870, il est correspondant à Londres. Son journal est concurrencé par les très nombreux envoyés, une vingtaine du journal rival, le New York Herald. L'équipe de reporters du New York Tribune, menée par George Smalley, donne la première, et par le câble atlantique, les événements les plus importants, Sedan, Gravelotte et Metz, les informations sont transmis aux anglais du Daily News, qui sont même félicités pour leur avance par le Times. Ensuite, à partir de 1895, il sera correspondant aux États-Unis du Times de Londres.